# Sleetmute
Sleetmute (Central Yupik: Cellitemiut; Deg Xinag: Tovisq'oł) ist ein Ort und ein census-designated place (CDP) in der Bethel Census Area in Alaska in den Vereinigten Staaten. Das U.S. Census Bureau hatte bei der Volkszählung 2020 eine Einwohnerzahl von 95 ermittelt.

## Geographie
Sleetmute befindet sich im zentralen Südwesten von Alaska am rechten Flussufer des Kuskokwim River. Der Mittellauf des Kuskokwim River durchschneidet auf diesem Abschnitt die Kuskokwim Mountains. Der etwa 62 m hoch gelegene Ort befindet sich 265 km ostnordöstlich vom Verwaltungszentrum Bethel sowie 390 km westnordwestlich von Anchorage. Flussabwärts am Kuskokwim River befindet sich 12,5 km nordwestlich Red Devil. Flussaufwärts befindet sich 32 km ostnordöstlich Stony River. Sleetmute verfügt über einen Flugplatz. 2,5 km flussaufwärts befindet sich am gegenüberliegenden Flussufer die Mündung des Holitna River.

## Geschichte
Das Eskimo-Dorf wurde 1907 von Gordon mit der Schreibweise „Sikmiut“ und der Bedeutung „Wetzstein-Menschen“ erwähnt. Im Jahr 1930 hatte das Dorf 133 Einwohner, 1939 86 sowie 1950 120. Der Ort verfügt über eine Schule.

## Demografie
Zum Zeitpunkt der Volkszählung im Jahre 2020 (U.S. Census 2020) hatte Sleetmute 95 Einwohner auf einer Landfläche von 247,59 km². Von den Einwohnern waren 14 Weiße, einer afrikanisch-amerikanischer sowie 63 amerikanisch-indianischer Abstammung.
Beim Zensus im Jahr 2000 wurden 100 Einwohner gezählt, 2010 waren es 86.